# Oocatochus rufodorsatus
Oocatochus rufodorsatus là một loài rắn trong họ Rắn nước. Loài này được Cantor mô tả khoa học đầu tiên năm 1842.